# Dãy núi Pu Si Lung
Dãy núi Pu Si Lung là một dãy núi vòng cung ở Lai Châu, Tây Bắc, Việt Nam.
Dãy này ở bờ đông bắc sông Đà và bờ nam sông Nậm Na. Phần dọc biên giới Việt Nam - Trung Quốc đến thị trấn Mường Tè có hướng tây bắc - đông nam. Phần từ Mường Tè đến thành phố Lai Châu có hướng bắc - nam.
Pu Si Lung có độ cao trung bình 2000 – 3000 m. Đỉnh cao nhất là đỉnh Pu Si Lung cao 3083 m. Sườn phía nam của dãy núi (trông xuống sông Đà) dốc trên 45°.